# Хімічна номенклатура
У різні часи існували різні номенклатури органічних сполук, що базувались на різних принципах надавання імен. Найвідоміші з них:
- тривіальна номенклатура
- раціональна номенклатура
- міжнародна номенклатура ІЮПАК

## Тривіальна номенклатура
Перші назви, які давали органічним сполукам, найчастіше відображали способи добування речовин (наприклад, пірогалол — продукт піролізу галової кислоти), їх відмінні властивості або природне джерело, з якого сполуку вперше було виділено (мурашина кислота, лимонна кислота тощо). Такі назви складають тривіальну номенклатуру.

## Раціональна номенклатура
Головний принцип раціональної номенклатури полягає в тому, що будь-який член будь-якого ряду розглядається як похідне від родоначальника цього ряду. Наприклад, алкани розгалуженої будови розглядаються як похідні метану, в молекулі якого атоми Гідрогену заміщені на радикали:
- за основу назви вибирають центральний (метановий) атом Карбону, який має найбільше замісників. Найчастіше — це третинний або четвертинний атом Карбону;
- записують назви замісників (радикалів), сполучених з метановим Карбоном, починаючи з найменшого. Однакові радикали об'єднують префіксами (ди — 2, три — 3, тетра — 4);
- в кінці назви складного алкану додають слово метан.

Слід відзначити, що для назв складних хімічних структур раціональна номенклатура не придатна.

## Міжнародна номенклатура ІЮПАК
Сучасна номенклатура, запропонована IUPAC (Міжнародним Союзом Фундаментальної та Прикладної Хімії). Правила номенклатури органічних сполук описані в Синій книзі IUPAC (англ. IUPAC Blue Book).